# The Ultimate Fighter: Undefeated
O The Ultimate Fighter: Undefeated (também conhecido como The Ultimate Fighter 27) foi um reality show produzido pelo Ultimate Fighting Championship.

## Elenco

### Técnicos
| Team Miocic: - Stipe Miocic, Técnico Principal - Chris Camozzi - Dustin Jacoby - James Krause - Jim Walter - Gian Villante - Joe Warren - Marc Montoya | Team Cormier: - Daniel Cormier, Técnico Principal - Javier Mendez - Caín Velásquez - Bob Cook - Leandro Vieira - Rosendo Sanchez - Deron Winn |

### Lutadores
- Team Miocic
  - Penas: Kyler Phillips, Suman Mokhtarian, Jay Cucciniello and Dulani Perry.
  - Leves: Mike Trizano, John Gunther, José Martinez Jr. and Allan Zuñiga.
- Team Cormier
  - Penas: Tyler Diamond, Bryce Mitchell, Brad Katona and Ricky Steele.
  - Leves: Richie Smullen, Luis Peña, Joe Giannetti and Thailand Clark.

## Chave do Torneio

### Chave dos Leves
|  | Quartas de final  | Quartas de final |               |     | Semifinais | Semifinais |  |  | Final | Final |
|  |                   |                  |               |     |            |            |  |  |       |       |
|  |                   |                  |               |     |            |            |  |  |       |       |
|  |                   |                  |               |     |            |            |  |  |       |       |
|  | Mike Trizano      | TKO              |               |     |            |            |  |  |       |       |
|  | Mike Trizano      | TKO              |               |     |            |            |  |  |       |       |
|  | Thailand Clark    | 2                |               |     |            |            |  |  |       |       |
|  | Thailand Clark    | 2                | Mike Trizano  | DU  |            |            |  |  |       |       |
|  |                   |                  | Mike Trizano  | DU  |            |            |  |  |       |       |
|  |                   | John Gunther*    | 3             |     |            |            |  |  |       |       |
|  | José Martinez Jr. | John Gunther*    | 3             | 2   |            |            |  |  |       |       |
|  | José Martinez Jr. |                  |               | 2   |            |            |  |  |       |       |
|  | Luis Peña         | DU               |               |     |            |            |  |  |       |       |
|  | Luis Peña         | DU               | Mike Trizano  | DD  |            |            |  |  |       |       |
|  |                   |                  | Mike Trizano  | DD  |            |            |  |  |       |       |
|  |                   | Joe Giannetti    | 3             |     |            |            |  |  |       |       |
|  | John Gunther      | Joe Giannetti    | 3             | 1   |            |            |  |  |       |       |
|  | John Gunther      |                  |               | 1   |            |            |  |  |       |       |
|  | Joe Giannetti     | FIN              |               |     |            |            |  |  |       |       |
|  | Joe Giannetti     | FIN              | Joe Giannetti | FIN |            |            |  |  |       |       |
|  |                   |                  | Joe Giannetti | FIN |            |            |  |  |       |       |
|  |                   | Allan Zuñiga     | 1             |     |            |            |  |  |       |       |
|  | Allan Zuñiga      | Allan Zuñiga     | 1             | DQ  |            |            |  |  |       |       |
|  | Allan Zuñiga      |                  |               | DQ  |            |            |  |  |       |       |
|  | Richie Smullen    | —                |               |     |            |            |  |  |       |       |
|  | Richie Smullen    | —                |               |     |            |            |  |  |       |       |

* Peña foi eliminado da competição após quebrar o pé e foi substituído por Cucciniello.

### Chave dos Penas
|  | Quartas de final | Quartas de final |                  |     | Semifinais | Semifinais |  |  | Final | Final |
|  |                  |                  |                  |     |            |            |  |  |       |       |
|  |                  |                  |                  |     |            |            |  |  |       |       |
|  |                  |                  |                  |     |            |            |  |  |       |       |
|  | Kyler Phillips   | 2                |                  |     |            |            |  |  |       |       |
|  | Kyler Phillips   | 2                |                  |     |            |            |  |  |       |       |
|  | Brad Katona      | DM               |                  |     |            |            |  |  |       |       |
|  | Brad Katona      | DM               | Brad Katona      | FIN |            |            |  |  |       |       |
|  |                  |                  | Brad Katona      | FIN |            |            |  |  |       |       |
|  |                  | Bryce Mitchell   | 3                |     |            |            |  |  |       |       |
|  | Jay Cucciniello  | Bryce Mitchell   | 3                | 2   |            |            |  |  |       |       |
|  | Jay Cucciniello  |                  |                  | 2   |            |            |  |  |       |       |
|  | Bryce Mitchell   | DU               |                  |     |            |            |  |  |       |       |
|  | Bryce Mitchell   | DU               | Brad Katona      | DU  |            |            |  |  |       |       |
|  |                  |                  | Brad Katona      | DU  |            |            |  |  |       |       |
|  |                  | Jay Cucciniello  | 3                |     |            |            |  |  |       |       |
|  | Suman Mokhtarian | Jay Cucciniello  | 3                | 2   |            |            |  |  |       |       |
|  | Suman Mokhtarian |                  |                  | 2   |            |            |  |  |       |       |
|  | Ricky Steele     | DU               |                  |     |            |            |  |  |       |       |
|  | Ricky Steele     | DU               | Jay Cucciniello* | TKO |            |            |  |  |       |       |
|  |                  |                  | Jay Cucciniello* | TKO |            |            |  |  |       |       |
|  |                  | Tyler Diamond    | 3                |     |            |            |  |  |       |       |
|  | Dulani Perry     | Tyler Diamond    | 3                | 2   |            |            |  |  |       |       |
|  | Dulani Perry     |                  |                  | 2   |            |            |  |  |       |       |
|  | Tyler Diamond    | FIN              |                  |     |            |            |  |  |       |       |
|  | Tyler Diamond    | FIN              |                  |     |            |            |  |  |       |       |

* Steele saiu da disputa devido a uma concussão e foi substituído por Cucciniello.
|     |  | Team Miocic         |
|     |  | Team Cormier        |
| DU  |  | Decisão Unânime     |
| DM  |  | Decisão Majoritária |
| DD  |  | Decisão Dividida    |
| FIN |  | Finalização         |
| TKO |  | Nocaute Técnico     |

### The Ultimate Fighter 27 Finale
The Ultimate Fighter 27 Finale (também conhecido como The Ultimate Fighter: Undefeated Finale) foi um evento de artes marciais mistas produzido pelo Ultimate Fighting Championship em Paradise, Nevada. 

## Card Oficial
Nota 1 Final do TUF na divisão Peso Leves.

Nota 2 Final do TUF na divisão Peso Penas.

## Bônus da Noite
Os lutadores receberam US$50 000 de bônus.
- Luta da Noite:  Alex Caceres vs.  Martín Bravo
- Performance da Noite:  Israel Adensaya e  Luis Peña